# Olga Alexandrovna Lander
Olga Alexandrovna Lander (10. dubna 1909 – 19. září 1996) byla ruská dokumentární fotografka a novinářka.

## Životopis
Narodila se v židovské rodině fotografa. Studovala u Moiseje Nappelbauma a Davida Šternberga. Působila jako fotoreportérka ruských novin Komsomolskaja pravda a přední zpravodajka na východní frontě během druhé světové války. Mnoho snímků pořídila přímo na bojišti. Poručice, držitelka Řádu Rudé hvězdy, Řádu Vlastenecké války, II. stupně, oceněna medailemi: Za vítězství nad Německem ve Velké vlastenecké válce 1941–1945, medaili Za dobytí Budapešti, Za dobytí Vídně, Za osvobození Bělehradu, Za odvahu. Po válce pracovala pro organizaci Výstavy úspěchů národního hospodářství a v novinách Sovětskaja Rossija.

## Významné fotografie
- Fotoreportéři Dmitrij Baltermanc a M. Redkin v Oděse[1]
- 1945 – Sovětské tanky ve vídeňské oblasti[2]
- 1945 – Tanec v ulicích Vídně u příležitosti Dne vítězství[3]

## Galerie

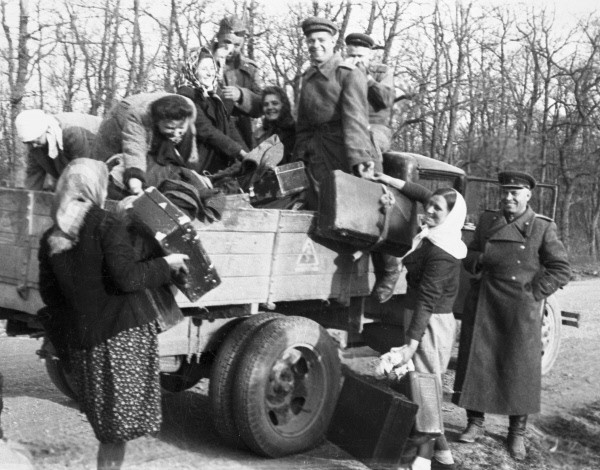
Zdravotní sestry odjíždějí domů po skončení Velké vlastenecké války. Rakousko, 1. června 1945
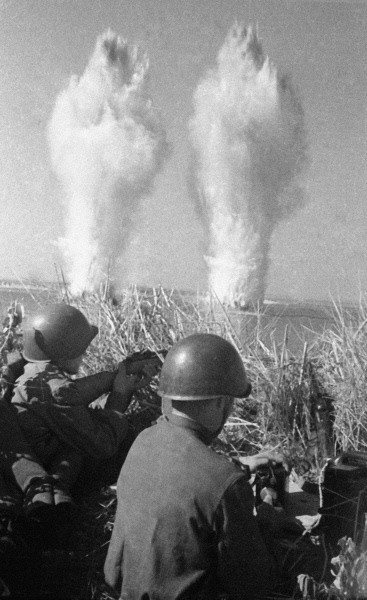
„Ženisté během Velké vlastenecké války“. Ženisté odpálili miny nalezené v moři na území Bulharska během Velké vlastenecké války. Bulharsko, 30. srpna 1944
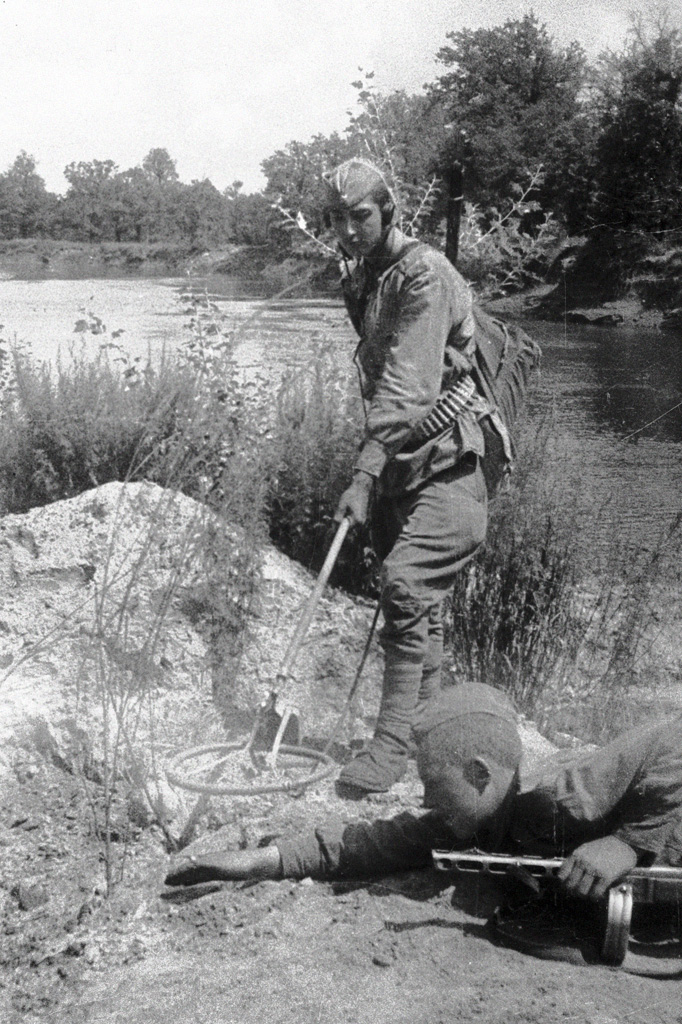
„Sovětští ženisté“. Sovětští ženisté odminovávají území během Velké vlastenecké války. Rusko, 1. srpna 1942
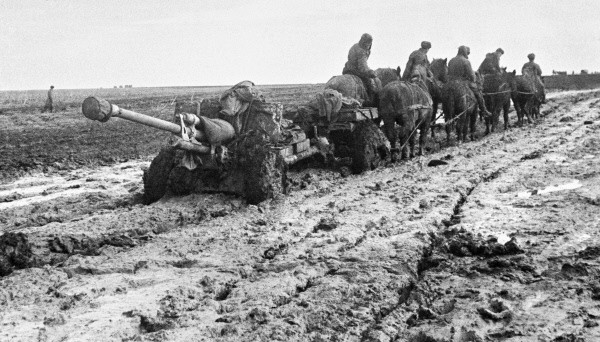
„Dělostřelecká posádka postupuje na nové pozice.“ Dělostřelecká posádka tažená koňmi postupuje na nové pozice. Rusko, 1. října 1942.